# 张釜
张釜（？—？），字君量，号随斋，金坛（今屬江蘇）人，南宋大臣。张纲之孙。
生卒年不詳。张釜以荫補官，主管江东安抚司机宜文字，通判饶州。宋孝宗淳熙五年（1178年）赐进士，历任知兴国军、池州、湖南提举、广西运判、知广州。宋宁宗庆元四年（1198年），擢殿中侍御史，遷右諫議大夫兼侍講，請下詔禁偽學。慶元五年，劾劉光祖附和偽學。慶元五年八月，以兵部尚书兼实录院同修撰。慶元六年五月，繼張孝伯為禮部尚書，又兼吏部尚書，嘉泰元年（1201年）七月甲子，宋宁宗以陈自强参知政事，张釜端明殿学士、签书枢密院事。八月甲申，张釜罢官。现存诗十首。